# Mirungu
Mirungu är ett vattendrag i Burundi.   Det ligger i provinsen Cibitoke, i den nordvästra delen av landet, 80 kilometer norr om huvudstaden Bujumbura.
Omgivningarna runt Mirungu är en mosaik av jordbruksmark och naturlig växtlighet. Runt Mirungu är det ganska tätbefolkat, med 185 invånare per kvadratkilometer.